# Kalevi Huuskonen
Kauko Kalevi Huuskonen (* 21. April 1932 in Vesanto; † 7. Januar 1999) war ein finnischer Biathlet.
Er wurde bei den dritten Biathlonweltmeisterschaften 1961 in Umeå Weltmeister über 20 Kilometer. Die finnische Biathlonstaffel in der Besetzung Paavo Repo, Antti Tyrväinen und Huuskonen siegte ebenfalls, allerdings war der Staffelwettbewerb noch nicht offizieller Bestandteil der Weltmeisterschaft. Bei der Biathlon-Weltmeisterschaft 1962 im finnischen Hämeenlinna belegte Huuskonen den achten Platz, im inoffiziellen Staffelwettbewerb belegten Tyrväinen, Hannu Posti und Kuustonen den zweiten Platz hinter der sowjetischen Staffel.